# Vall de Xàlima
La Vall de Xàlima (Val de Xálima, també anomenada Val do riu Elhas o Os Três Lugares) està situada a la Raia hispano-portuguesa, a l'extrem nord-oest de la província de Càceres (Extremadura), (entre la Serra de Gata i la frontera portuguesa).

## Situació
Situada a la part nord-occidental de la comarca de la Serra de Gata, confronta al Nord amb Navasfrías i El Payo, els dos municipis de la província de Salamanca, al Sud amb Villamiel i Cilleros i a l'oest amb el municipi portuguès de Penamacor.
La seua situació geogràfica, en una vall orientada cap al sud a la falda del Sistema Central i de molt difícil accés per carretera fins a principis dels anys 90, ha afavorit la conservació d'un paisatge, tradicions, llengua i formes de vida en un estat molt més virginal que en altres municipis del nord d'Extremadura i de la resta de la comarca de la Serra de Gata.
Està situada a una altitud mitjana de 500m, i està presidit pel Xàlima amb 1492 m d'altitud, d'on nàixen nombrosos rierols i goles que formen el riu Ellas, que travessa tota la vall -afluent del Tajo que constituïx una frontera natural entre Espanya i Portugal- el seu curs és d'uns 50 km, acabant a la dreta del riu Tajo, confluent del Salor. La Vall està protegida per abruptes formacions muntanyoses de 1200-1500 m que l'aïllen de Lleó; pel sud-est una altra serra de 700-900 m la separa de la resta d'Extremadura i per l'oest s'obri cap a terres portugueses. És doncs, una conca natural perfectament delimitada i apartada dels territoris de llengua astur-lleonesa (extremenya) per dificultats orogràfiques (i pel riu i la frontera portuguesa a l'oest). D'ací el fet de l'existència de la llengua, de nombrosos cognoms, toponímia, arquitectura i inclús gastronomia d'origen evidentment galaicoportugués.
La Vall de Xàlima amb una superfície de 25.171 hectàrees i una població de 5.190 habitants, té tres nuclis de població: San Martín de Trevejo (Sã Martím de Trevelho), Eljas (As Elhas) i Valverde del Fresno (Valverde do Fresno).

## Lingüística
La Vall es distingeix dels municipis extremenys i lleonesos dels seus voltants per la llengua dels seus habitants, coneguda com a fala de Xàlima. En estes tres poblacions s'utilitzen uns falaris parles galaicoportuguesos: o mannegu, en San Martín de Trevejo, o lagarteiru, en Eljas, i o valverdeiru, en Valverde del Fresno. falaris que, encara que presenten xiques diferències entre ells, tenen la mateixa base lingüística: el portugués de l'antic dialecte alto-beirão de Riba-Côa, impregnat d'arcaismes i lleonesismes i també més modernament, de castellanismes.
Aquesta parla és mútuament intel·ligible amb el gallec, per bé que els seus parlants rebutgen d'usar l'ortografia gallega per a escriure en fala.